# باو تشورتش (محطة مترو أنفاق لندن)
باو تشورتش (بالإنجليزية: Bow Church)‏ هي إحدى محطات مترو أنفاق لندن. تقع على خط قطار دوكلاندز الخفيف (فرع ستراتفورد) افتتحت في المنطقة (Zone) رقم 2 افتتحت في 31 أغسطس 1987. 